# 乳酸钠
乳酸钠（英語：Sodium lactate）是乳酸的钠盐，常温下为白色粉末，具有较淡的咸味。它是通过含糖类的植物（如玉米和甜菜）发酵之后，将产生的乳酸中和而制得的。
早在1836年，人们已经知道乳酸钠是一种弱酸盐而不是一种碱，且它必须在肝脏中进行代谢之后才能在体内起到中和作用。

## 用途
乳酸钠最常用作一种食品添加剂。这种用途的乳酸钠具有E编码号E325，商品一般为其水溶液，但亦有粉末形式。它在食品工业中起到了防腐剂、酸度调节剂和填充剂的作用。
乳酸钠有时被用于洗发水及其他类似的日用品（例如液体肥皂），因为它是一种十分有效的湿润剂和润肤剂。
在医学上乳酸钠被用于治疗I类抗心律失常药过量引起的心律不齐，以及血管收缩剂拟交感神经药物过量引起的高血压。
静脉注射的乳酸钠还能在临床上用作碳酸氢根离子的来源，以预防或治疗轻度至中度的代谢性酸中毒。它通常仅用于限制进食（因而无法服用碳酸氢钠），同时体内氧化代谢过程未严重受损的患者，且乳酸酸中毒是这种治疗方法的禁忌症。

## 与牛奶过敏的关系
与许多人认为的不同，乳糖不耐症、牛奶过敏或因其他原因不能喝牛奶的人并不需要对乳酸钠的摄入进行限制。实际上，所有食品用乳酸盐（包括乳酸钙、乳酸钠、乳酸钾等）都是通过乳酸中和生产的，而这些用到的乳酸绝大部分来自于不含任何牛奶成分的原料，如玉米粉、马铃薯、糖蜜、木薯粉等。然而，也有少数的乳酸是由含牛奶成分的原料发酵而成——如许多乳制品生产过程中产生的废乳清基本上全部用于生产乳酸；乳糖有时候也会用到。但这种来源于牛奶成分的乳酸因节约成本和循环生产的缘故一般直接被用到了雪糕和奶油芝士等乳制品中；而且，即使用于生产乳酸钠的原料含有牛奶成分，生产出来的的乳酸钠也并不含任何牛奶蛋白，因此完全没有引起过敏的可能。